# Macruronus capensis
Macruronus capensis és una espècie de peix pertanyent a la família dels merlúccids.

## Descripció
- Pot arribar a fer 100 cm de llargària màxima.
- El dors és blau negrós, els flancs i el ventre blanc argentat i les aletes negres.
- 1 espina i 99-111 radis tous a l'aleta dorsal i 75-102 radis tous a l'anal.[5][6]

## Hàbitat
És un peix marí, bentopelàgic i de clima subtropical (33°S-38°S, 14°E-27°E) que viu entre 250 i 658 m de fondària.

## Distribució geogràfica
Es troba a l'Atlàntic sud-oriental: Sud-àfrica, incloent-hi el cap de Bona Esperança.

## Observacions
És inofensiu per als humans.